# Siège de Dantzig (1807)
Pour les articles homonymes, voir Siège de Dantzig.
 (décembre 2021).
Quatrième Coalition
Batailles
- Cap-Vert (navale)
- San Domingo (navale)
- Río de la Plata
- Pornichet (navale)

- Raguse
- Castel-Nuovo

Campagne de Prusse (1806)
- Schleiz
- Saalfeld
- Auerstaedt
- Iéna
- Halle
- Magdebourg
- Stettin
- Lübeck
- Glogau
- Golymin
- Pułtusk
- Stralsund

Campagne de Pologne (1807)
- Eylau
- Ostrołęka
- Colberg
- Dantzig
- Guttstadt
- Heilsberg
- Friedland

Le siège de Dantzig (actuelle Gdańsk) débute le 19 mars 1807 pendant la guerre de la Quatrième Coalition entre l'armée française du maréchal François Joseph Lefebvre et la garnison prussienne et russe combinée, commandée par le maréchal Friedrich Adolf von Kalckreuth. Il se termine par la reddition des assiégés le 24 mai 1807.

## Intérêt stratégique

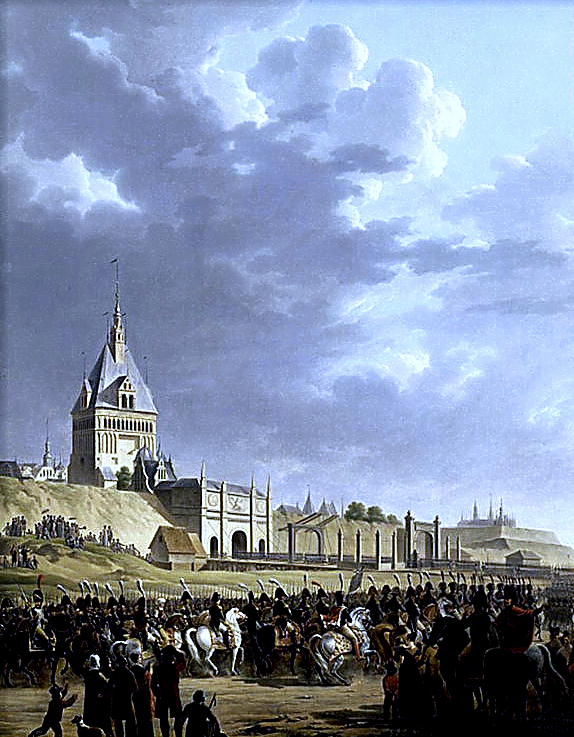
Entrée de Napoléon et l'armée française à Dantzig 1807.

Dantzig occupe une importante position stratégique dans le théâtre polonais des opérations de la guerre. Situé à l'embouchure de la Vistule, c'est un important port fortifié de 60 000 d'habitants qui représente une menace directe sur l'aile gauche de l'armée française. La ville s'étend dans les terres prussiennes, derrière l'armée française qui s'est avancée vers l'est.
C'est une tête de pont pour les troupes alliées, susceptibles d'ouvrir un nouveau front sur les arrières de l'armée française. Il est difficile d'attaquer Dantzig, seulement accessible par l'ouest. Toutes les autres directions sont fermées par la Vistule au nord, ou des marécages au sud et à l'est. En outre, Dantzig a de précieuses ressources (poudre, grain, eau de vie, etc.) qui représentent un grand intérêt pour la Grande Armée afin de pouvoir s'avancer plus à l'est.

Dans une lettre datée du 18 février 1807, Napoléon ordonne au maréchal Lefebvre : 

« Votre gloire est liée à la prise de Danzig : vous devez vous y rendre. »

## Déroulement du siège

### Ordre de bataille
L'ordre est donc de prendre la ville. Le maréchal Lefebvre est aidé des généraux Chasseloup-Laubat, qui commande le génie, et Baston de Lariboisière, qui commande l'artillerie. Tous deux sont de véritables spécialistes dans leurs domaines respectifs. Le général Drouot est le chef d'état-major. Le 10e corps de Lefebvre comprend deux divisions polonaises sous les ordres de Dombrowski, un corps de Saxe, un contingent de Bade, deux divisions italiennes et environ 10 000 fantassins français, au total environ 27 000 hommes et 3 000 chevaux.
Dantzig est tenu par 11 000 hommes sous le commandement du général prussien Friedrich Adolf von Kalckreuth et protégée par 300 canons.

### L'encerclement
Le 19 mars, les ordres de Napoléon suivent d'encercler la ville, alors le général français Schramm mène 2 000 fantassins sur la rive nord de la Vistule, au-delà du fort périphérique de Weichselmunde (actuellement Wisłoujście), situé au nord de la ville. Le 2 avril le sol est suffisamment dégelé pour commencer à creuser des tranchées de siège, un deuxième fossé commencé le 8 avril est terminé le 15, un troisième est terminé le 25. Après la prise de la forteresse de Schweidnitz en Silésie par Vandamme le 11 avril, de grands canons de siège sont transférés, et arrivent devant Dantzig le 21 avril. Le 23, les batteries françaises ouvrent le feu.

### Tentatives pour soulager la ville
Entre le 10 et le 15 mai, les Russes tentent d'amener des renforts dans la ville. Transportés par 57 barques de transports et protégé du Falcon, un sloop britannique et d'un navire de ligne suédois, 8 000 hommes menés par le général Nikolaï Kamenski tentent de débarquer. En raison du retard du navire suédois qui transporte 1 200 hommes, Kamenski a été retardé dans ses opérations. Cela laisse suffisamment de temps à Lefebvre pour renforcer ses positions, et les troupes russes sont repoussées. Une corvette britannique, le HMS Dauntless (en) de 18 canons, tente à son tour d'apporter 150 barils de poudre par le fleuve, mais s'échoue et est abordée par des grenadiers français.

### Le siège continue
Après l’échec des renforts, le siège et le travail de sape continuent. Le 21 mai le 8e corps de Mortier arrive, ce qui permet aussitôt de donner l’assaut au Hagelsberg. Voyant que toute résistance est désormais inutile, Kalkreuth demande à capituler dans les mêmes termes que ceux accordés par les Prussiens aux Français au siège de Mayence en 1793. Désireux de mettre rapidement un terme à ce siège, alors que l'été, la saison des batailles, approche et que ses troupes ont d'autres objectifs, Napoléon se montre très généreux, et un accord est conclu permettant aux assiégés de se rendre tambours battant, étendards en tête, avec tous les honneurs de guerre.

## Conséquences

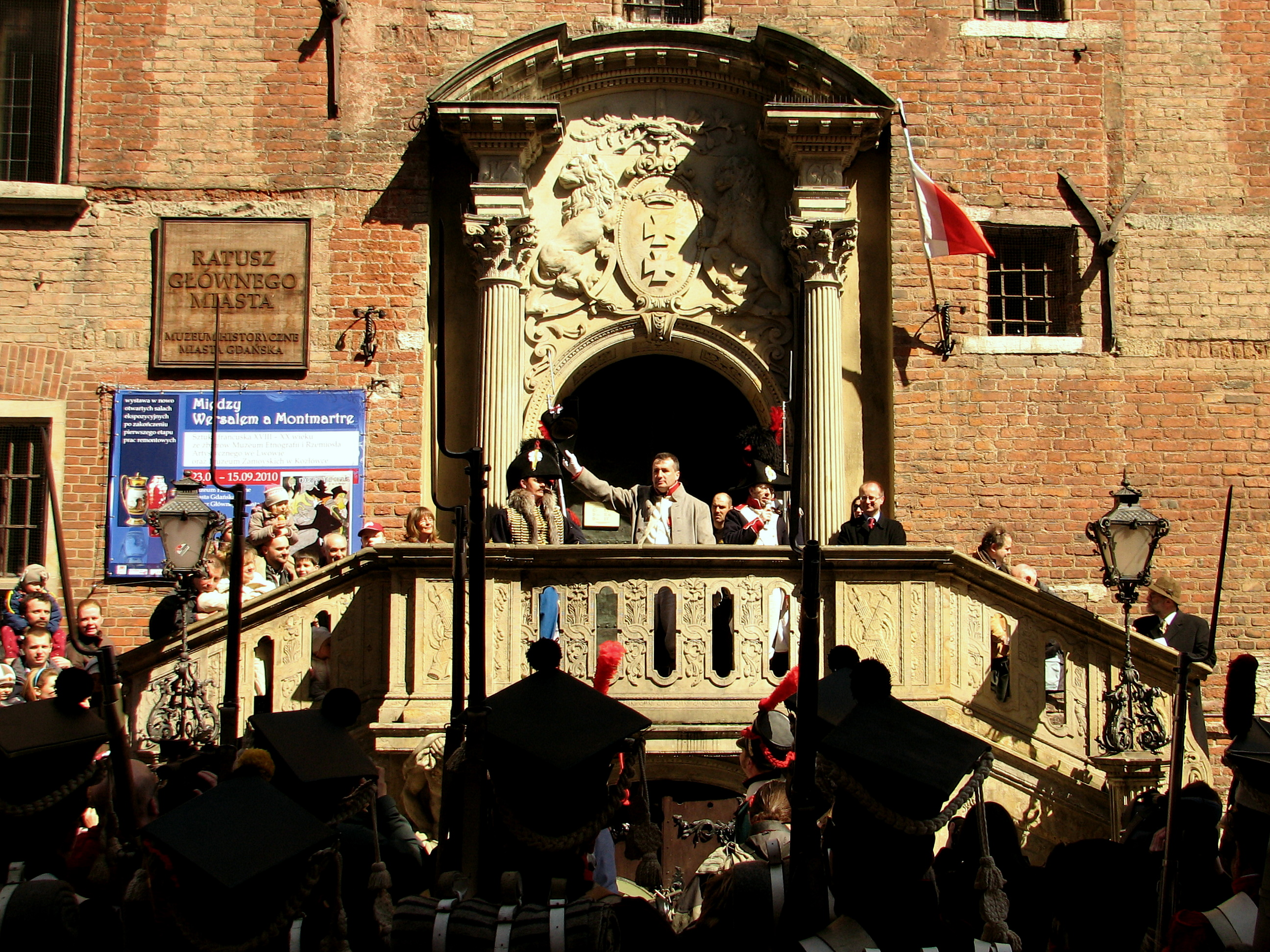
Reconstitution de l'entrée de Napoléon à Dantzig.

Dantzig capitule le 24 mai. Napoléon commande alors le siège du fort voisin de Weichselmünde, mais Kamenski et ses troupes se sont enfuis, et la garnison capitule à son tour peu après. Pendant le siège, les assiégés ont perdu environ 11 000 hommes, alors que les Français n'en ont perdu que 400.
Parmi ceux-ci, Charles Ferdinand Théodore de Vassinhac d’Imécourt (1785-1807), aide de camp du maréchal Lefebvre, trouve la mort à l'âge de 21 ans dans des circonstances mal élucidées.

En récompense des services rendus par Lefebvre, Napoléon lui accorde, par une lettre adressée au Sénat le 28 mai, le titre de « duc de Dantzig », mais il ne l'en informe pas directement, faisant simplement savoir au maréchal le 29 mai : 

« Je suis […] très satisfait de vos services, et j'ai déjà pris les dispositions qui le prouvent, que vous découvrirez quand vous lirez les dernières nouvelles de Paris, qui ne vous laisseront aucun doute quant à ma considération. »

## Commémoration
Depuis 1877, la rue de Dantzig à Paris (15e arrondissement) perpétue le souvenir de la prise de la ville, ainsi qu'un passage depuis 1878.